# تصفيات كأس العالم 2006 – أوروبا المجموعة 2
المجموعة الثانية من تصفيات أوروبا المؤهلة إلى بطولة كأس العالم لكرة القدم 2006 في ألمانيا ضمت منتخبات ألبانيا، الدنمارك، جورجيا، اليونان، كازاخستان، تركيا، وأوكرانيا .
حقق منتخب أوكرانيا المركز الأول وتأهل مباشرة إلى بطولة كأس العالم بينما احتل منتخب تركيا المركز الثاني وانتقل إلى الملحق الأوروبي.

## الترتيب
| المنتخب   | لعب | الفوز | التعادل | الخسارة | له | عليه | الفارق | النقاط |
| --------- | --- | ----- | ------- | ------- | -- | ---- | ------ | ------ |
| أوكرانيا  | 12  | 7     | 4       | 1       | 18 | 7    | +11    | 25     |
| تركيا     | 12  | 6     | 5       | 1       | 23 | 9    | +14    | 23     |
| الدنمارك  | 12  | 6     | 4       | 2       | 24 | 12   | +12    | 22     |
| اليونان   | 12  | 6     | 3       | 3       | 15 | 9    | +6     | 21     |
| ألبانيا   | 12  | 4     | 1       | 7       | 11 | 20   | −9     | 13     |
| جورجيا    | 12  | 2     | 4       | 6       | 14 | 25   | −11    | 10     |
| كازاخستان | 12  | 0     | 1       | 11      | 6  | 29   | −23    | 1      |

## النتائج
| الدنمارك         | 1 – 1     | أوكرانيا        |
| ---------------- | --------- | --------------- |
| مارتن يورغنسن 9' | (التقرير) | أندريه حسين 56' |

| تركيا         | 1 – 1     | جورجيا              |
| ------------- | --------- | ------------------- |
| فاتح تيكي 49' | (التقرير) | مالخاز أساتياني 85' |

| ألبانيا                            | 2 – 1     | اليونان                 |
| ---------------------------------- | --------- | ----------------------- |
| إدوين موراتي 2' · أدريان ألياي 11' | (التقرير) | ستيلوس جياناكابولوس 38' |

| جورجيا                                      | 2 – 0     | ألبانيا |
| ------------------------------------------- | --------- | ------- |
| ألكسندر ياشفيلي 15' · جيورجي ديميترادزه 91' | (التقرير) |         |

| كازاخستان            | 1 – 2     | أوكرانيا                            |
| -------------------- | --------- | ----------------------------------- |
| أندريه كاربوفيتش 34' | (التقرير) | أوليكسي بيليك 14' · رسلان روتان 90' |

| اليونان | 0 – 0     | تركيا |
| ------- | --------- | ----- |
|         | (التقرير) |       |

| أوكرانيا             | 1 – 1     | اليونان               |
| -------------------- | --------- | --------------------- |
| أندريه شيفتشينكو 48' | (التقرير) | فاسيليوس تسيارتاس 83' |

| تركيا                                                     | 4 – 0     | كازاخستان |
| --------------------------------------------------------- | --------- | --------- |
| غوكدينز كارادينز 17' · نهاد قهوجي 50' · فاتح تيكي 90' 93' | (التقرير) |           |

| ألبانيا | 0 – 2     | الدنمارك                                |
| ------- | --------- | --------------------------------------- |
|         | (التقرير) | مارتن يورغنسن 52' · يون دال توماسون 72' |

| أوكرانيا                                 | 2 – 0     | جورجيا |
| ---------------------------------------- | --------- | ------ |
| أوليكسي بيليك 12' · أندريه شيفتشينكو 79' | (التقرير) |        |

| كازاخستان | 0 – 1     | ألبانيا        |
| --------- | --------- | -------------- |
|           | (التقرير) | ألبان بوشي 61' |

| الدنمارك                        | 1 – 1     | تركيا          |
| ------------------------------- | --------- | -------------- |
| يون دال توماسون 27' (ركلة جزاء) | (التقرير) | نهاد قهوجي 70' |

| تركيا | 0 – 3     | أوكرانيا                                   |
| ----- | --------- | ------------------------------------------ |
|       | (التقرير) | أوليغ هوسييف 8' · أندريه شيفتشينكو 17' 88' |

| جورجيا                                      | 2 – 2     | الدنمارك               |
| ------------------------------------------- | --------- | ---------------------- |
| غيورغي ديميترادزه 33' · مالخاز أساتياني 76' | (التقرير) | يون دال توماسون 7' 64' |

| اليونان                                           | 3 – 1     | كازاخستان          |
| ------------------------------------------------- | --------- | ------------------ |
| أنجيلوس خاريستياس 24' 46' · كوستاس كاتسورانيس 85' | (التقرير) | روسلان بالتييف 88' |

| ألبانيا | 0 – 2     | أوكرانيا                           |
| ------- | --------- | ---------------------------------- |
|         | (التقرير) | أندريه روسول 40' · أندريه حسين 59' |

| اليونان                                                  | 2 – 1     | الدنمارك          |
| -------------------------------------------------------- | --------- | ----------------- |
| تيودوروس زاجوراكيس 25' · أنجيلوس باسيناس 32' (ركلة جزاء) | (التقرير) | دينيس روميدال 46' |

| تركيا                                          | 2 – 0     | ألبانيا |
| ---------------------------------------------- | --------- | ------- |
| نجاتي آتش 3' (ركلة جزاء) · ييلديراي باشتورك 5' | (التقرير) |         |

| الدنمارك                               | 3 – 0     | كازاخستان |
| -------------------------------------- | --------- | --------- |
| بيتر مولر 10' 48' · كريستيان بولسن 33' | (التقرير) |           |

| جورجيا              | 1 – 3     | اليونان                                                         |
| ------------------- | --------- | --------------------------------------------------------------- |
| مالخاز أساتياني 22' | (التقرير) | ميكاليس كابسيس 43' · زيسيس فريزاس 44' · ستيلوس جياناكابولوس 53' |

| أوكرانيا           | 1 – 0     | الدنمارك |
| ------------------ | --------- | -------- |
| أندريه فورونين 68' | (التقرير) |          |

| جورجيا                                         | 2 – 5     | تركيا                                                                   |
| ---------------------------------------------- | --------- | ----------------------------------------------------------------------- |
| ألكسندر أميسولاشفيلي 13' · ألكسندر ياشفيلي 40' | (التقرير) | تولغا سيهان 12' · فاتح تيكي 20' 35' · كوراي أفسي 72' · تونكاي شانلي 89' |

| اليونان                                       | 2 – 0     | ألبانيا |
| --------------------------------------------- | --------- | ------- |
| أنجيلوس خاريستياس 33' · جيورجوس كاراغونيس 84' | (التقرير) |         |

| أوكرانيا                                         | 2 – 0     | كازاخستان |
| ------------------------------------------------ | --------- | --------- |
| أندريه شيفتشينكو 18' · إيغور أفدييف 83' (بالخطأ) | (التقرير) |           |

| ألبانيا                             | 3 – 2     | جورجيا                                       |
| ----------------------------------- | --------- | -------------------------------------------- |
| إيغلي تاري 6' 56' · إرفين سكيلا 33' | (التقرير) | فلاديمير بوردولي 85' · ليفان كوبياتشفيلي 94' |

| تركيا | 0 – 0     | اليونان |
| ----- | --------- | ------- |
|       | (التقرير) |         |

| الدنمارك                                | 3 – 1     | ألبانيا           |
| --------------------------------------- | --------- | ----------------- |
| سورين لارسين 5' 47' · مارتن يورغنسن 55' | (التقرير) | إريون بوغداني 73' |

| كازاخستان | 0 – 6     | تركيا                                                                              |
| --------- | --------- | ---------------------------------------------------------------------------------- |
|           | (التقرير) | فاتح تيكي 13' 85' · إبراهيم تورامان 15' · تونكاي شانلي 41' 90' · خليل ألتينتوب 88' |

| اليونان | 0 – 1     | أوكرانيا        |
| ------- | --------- | --------------- |
|         | (التقرير) | أندريه حسين 82' |

| كازاخستان              | 1 – 2     | جورجيا                    |
| ---------------------- | --------- | ------------------------- |
| دانيار كينتشيخانوف 23' | (التقرير) | غيورغي ديميترادزه 50' 82' |

| ألبانيا                                | 2 – 1     | كازاخستان            |
| -------------------------------------- | --------- | -------------------- |
| فلوريان ميرتاي 53' · إريون بوغداني 56' | (التقرير) | ماكسيم نيزوفتسيف 62' |

| جورجيا               | 1 – 1     | أوكرانيا        |
| -------------------- | --------- | --------------- |
| جيورجي جاخوكيدزه 89' | (التقرير) | رسلان روتان 43' |

| تركيا                           | 2 – 2     | الدنمارك                          |
| ------------------------------- | --------- | --------------------------------- |
| أوكان بوروك 47' · تومر ميتن 80' | (التقرير) | كلاوس ينسن 40' · سورين لارسين 93' |

| كازاخستان                | 1 – 2     | اليونان                                        |
| ------------------------ | --------- | ---------------------------------------------- |
| مكسيم تشالماغامبيتوف 53' | (التقرير) | ستيلوس جياناكابولوس 78' · نايكوس ليبروبولس 94' |

| أوكرانيا | 0 – 1     | تركيا         |
| -------- | --------- | ------------- |
|          | (التقرير) | تومر ميتن 55' |

| الدنمارك                                                                                          | 6 – 1     | جورجيا                |
| ------------------------------------------------------------------------------------------------- | --------- | --------------------- |
| كلاوس ينسن 10' · كريستيان بولسن 30' · دانييل آغر 43' · يون دال توماسون 55' · سورين لارسين 80' 84' | (التقرير) | غيورغي ديميترادزه 37' |

| أوكرانيا                               | 2 – 2     | ألبانيا               |
| -------------------------------------- | --------- | --------------------- |
| أندريه شيفتشينكو 45' · رسلان روتان 86' | (التقرير) | إريون بوغداني 75' 83' |

| الدنمارك           | 1 – 0     | اليونان |
| ------------------ | --------- | ------- |
| مايكل غريفغارد 40' | (التقرير) |         |

| جورجيا | 0 – 0     | كازاخستان |
| ------ | --------- | --------- |
|        | (التقرير) |           |

| ألبانيا | 0 – 1     | تركيا         |
| ------- | --------- | ------------- |
|         | (التقرير) | تومر ميتن 58' |

| اليونان                   | 1 – 0     | جورجيا |
| ------------------------- | --------- | ------ |
| ديميتريوس بابادوبولوس 17' | (التقرير) |        |

| كازاخستان          | 1 – 2     | الدنمارك                                 |
| ------------------ | --------- | ---------------------------------------- |
| ألكسندر كوتشما 86' | (التقرير) | مايكل غريفغارد 46' · يون دال توماسون 49' |

## الهدافون
| المركز | اللاعب              | المنتخب  | الأهداف |
| ------ | ------------------- | -------- | ------- |
| 1      | فاتح تيكي           | تركيا    | 7       |
| 2      | يون دال توماسون     | الدنمارك | 6       |
| 2      | أندريه شيفتشينكو    | أوكرانيا | 6       |
| 4      | سورين لارسين        | الدنمارك | 5       |
| 4      | غيورغي ديميترادزه   | جورجيا   | 5       |
| 6      | إريون بوغداني       | ألبانيا  | 4       |
| 7      | مارتن يورغنسن       | الدنمارك | 3       |
| 7      | مالخاز أساتياني     | جورجيا   | 3       |
| 7      | ستيلوس جياناكابولوس | اليونان  | 3       |
| 7      | أنجيلوس خاريستياس   | اليونان  | 3       |
| 7      | تونكاي شانلي        | تركيا    | 3       |
| 7      | تومر ميتن           | تركيا    | 3       |
| 7      | أندريه حسين         | أوكرانيا | 3       |